# Zdzisław Jasieński
Zdzisław Kazimierz Jasieński (ur. 1934, zm. 30 maja 2018) – polski specjalista w zakresie fizyki metali, prof. dr inż.

## Życiorys
Otrzymał tytuł profesora nauk technicznych. Pracował w Instytucie Metalurgii i Inżynierii Materiałowej im. Aleksandra Krupkowskiego Polskiej Akademii Nauk.
Był członkiem Komitetu Metalurgii PAN.

## Odznaczenia
- Krzyż Oficerski Orderu Odrodzenia Polski (2004)[3]